# Ruth Kestner-Boche
Ruth Kestner-Boche (* 8. Oktober 1916 in Leipzig; † 17. November 2015) war eine deutsche Geigerin und Violinpädagogin.

## Leben
Kestner-Boche studierte Violine bei Ferdinand Küchler (als seine letzte Schülerin) in Leipzig. Danach wirkte sie als Professorin am Leipziger Konservatorium. Zu ihren Schülern zählte u. a. Klaus Hertel. Kestner-Boche stand im regen Dialog mit dem Gewandhaus-Cellisten August Eichhorn. Sie wurde 1993 zur Ehrensenatorin der Hochschule ernannt.